# Бин, Вайолетт
Вайолетт Бин (англ. Violett Beane; род. 18 мая 1996) — американская актриса, известная благодаря роли Джесси Уэллс в сериале «Флэш», Марки Кэмерон в фильме ужасов «Правда или действие» и Кары Блум в телесериале «Бог меня зафрендил».

## Биография
Бин родилась в Сент-Питерсберге (штат Флорида). В десять лет переехала в Остин (штат Техас), это место Бин до сих пор считает своим домом. После переезда в Остин, Бин влюбилась в выступления, она посещала театр в средней и старшей школе. Хотя Бин всегда чувствовала, что она должна была выступать каким-то образом, только в старших классах средней школы она переключила своё внимание на профессиональное актёрское мастерство, найдя агента в Остине.
Бин была воспитана родителями как квакер, она упомянула об этом в интервью на канале ONTV: «Меня воспитали Квакером, я ходила на собрания каждое воскресенье большую часть своего детства».
В 2015 году Бин получила повторяющуюся роль во втором сезоне сериала HBO «Оставленные». Бин сыграла Тейлор Труитт, местную девушку из Джардина, штат Техас, которая пропала вместе с двумя другими девушками.
После сериала «Оставленные» Бин снималась в супергеройской драме канала The CW «Флэш» в роли Джесси Уэллс (по прозвищу Джесси Чемберс), дочери Харрисона Уэллса с Земли-2 (Том Кавана). Джесси — студентка колледжа, которая оказывается вовлечённая в битву между Флэшом (Барри Аллен) и Зумом. В комиксах о Флэше Джесси Квик (Джесси Уэллс) — спидстер, которая становится партнёром Уолли Уэста (в настоящее время его играет Кинан Лонсдейл в сериале «Флэш»). Бин вернулась к роли Джесси в третьем сезоне сериала.
Бин появилась в медицинском сериале канала FOX «Ординатор», сыграв девушку по имени Лили, больную раком, пациентку доктора Конрада Хоккинса (Мэтт Зукри), доктора Девона Правеша (Маниш Дайал) и доктор Лейн Хантер (Мелина Канакаредес).
Бин снялась в инди-фильме ужасов «Пытка», фильме «Слэш» и в документальном фильме «Башня», в котором рассказывается о стрельбе в Техасском университете в 1966 году. В фильме «Башня» Бин исполнила роль Клэр Уилсон, находившуюся тогда на восьмом месяце беременности и потерявшую в перестрелке своего нерождённого ребёнка и парня.
В 2018 году Вайолетт сыграла роль Марки Кэмерон в триллере «Правда или действие». В 2018—2020 годах Бин играла главную роль в сериале «Бог меня зафрендил», в котором её партнёром был Брэндон Майкл Холл.
В 2024 году присоединилась к актёрскому составу сериала Prime Video «Последний отсчёт».

## Личная жизнь
Бин — веган. Актриса снялась обнажённой для организации PETA в поддержку веганского образа жизни.

## Фильмография
| Год       |     | Русское название            | Оригинальное название   | Роль                               |
| --------- | --- | --------------------------- | ----------------------- | ---------------------------------- |
| 2015      | с   | Оставленные                 | The Leftovers           | Тейлор                             |
| 2015—2018 | с   | Флэш                        | The Flash               | Джесси Чемберс Уэллс / Джесси Квик |
| 2016      | ф   | Слэш                        | Slash                   | Линдси                             |
| 2016      | док | Башня                       | Tower                   | Клэр Уилсон Джеймс                 |
| 2016      | с   | Полиция Чикаго              | Chicago P.D.            | Майя Коллинз                       |
| 2018      | кор | —                           | Eyelid Kid — Rosegøld   | Олив                               |
| 2018      | с   | Легенды завтрашнего дня     | Legends of Tomorrow     | Джесси Уэллс                       |
| 2018      | ф   | Правда или действие         | Truth or Dare           | Марки Кэмерон                      |
| 2018      | с   | Ординатор                   | The Resident            | Лили Кендалл                       |
| 2015—2020 | с   | Бог меня зафрендил          | God Friended Me         | Кара Блум                          |
| 2018      | ф   | Пытка                       | FlayFlay                | Бетани                             |
| 2019      | кор | —                           | Investigator Ally PSA   | рассказчица                        |
| 2023      | с   | Смерть и другие подробности | Death and Other Details | Имоджин Скот                       |
| 2025      | с   | Последний отсчёт            | Countdown               | спецагент ФБР Эвен Шепард          |